# Jeanne Zoundjihèkpon
Jeanne Zoundjihèkpon est une professeure béninoise, enseignante en génétique à l'Université d'Abomey-Calavi.

## Biographie

### Carrière professionnelle
Jeanne Zoundjihèkpon est professeure en génétique de l'Université d'Abomey-Calavi au Bénin et à l’Université Nationale de Côte d’Ivoire de 1986 à 1995. Responsable du projet d’appui à la mise en œuvre de la Convention sur la diversité biologique pour le WWF de 1996 à 2000, elle rejoint l'ONG GRAIN en novembre 2001. Jeanne Zoundjihèkpon est également responsable régionale pour l'Afrique francophone de l'organisation non gouvernementale Grain (Genetic Resource Action International) qui œuvre pour la gestion durable de la biodiversité agricole avec les communautés locales

## Publications
- Biodiversity and Domestication of Yams in West Africa[3],[4].
- Le 28 juin 2024 à l'Université Nangui Abrogoua d'Abobo, elle présente les résultats de ses recherches sur l'igname à travers le livre L'igname, une plante noble au futur pluriel[5].

## Voire aussi